# Selecció catalana d'hoquei sobre patins masculina
La selecció catalana d'hoquei sobre patins masculina és el combinat esportiu d'hoquei patins que disputa competicions sota la jurisdicció de la Federació Catalana de Patinatge. Actualment no és reconeguda per la Federació Internacional de Patinatge (FIRS) i, per tant, no pot jugar les competicions internacionals oficials corresponents.
El 27 de març del 2004 la Federació Catalana de Patinatge havia obtingut el reconeixement oficial provisional per part de la FIRS, cosa que li va permetre disputar i guanyar el Campionat del Món "B" a Macau. Finalment el 29 de novembre de 2005, a l'assemblea de la FIRS a Roma -i després de l'anomenat Cas Fresno- es va revocar aquest reconeixement oficial provisional, per la qual cosa des d'aleshores no pot disputar campionats oficials de la FIRS.
La selecció catalana també ha disputat totes les edicions de la Golden Cup, competició internacional que compta amb el reconeixement del CIRH.
Des de novembre de 2006 la federació catalana és membre adherit de la Confederació Sud-americana del Patí, participant des d'aleshores de manera oficial en les competicions organitzades per aquesta confederació.
El desembre de 2008 no hi va haver el tradicional partit amistós de la selecció catalana d'hoquei patins a causa de la intromissió del govern espanyol, en mans del PSOE, per aturar un torneig triangular organitzat per l'empresa de patinatge Reno en el qual hi hagués competit la selecció catalana, l'espanyola i una d'all-stars. Segons declaracions a l'emissora de ràdio Catalunya Informació del director de l'empresa, Josep Vigueras, es va rebutjar disputar el partit entre la catalana i l'espanyol perquè el secretari d'Estat per a l'Esport, Jaime Lissavetzky, va creure convenient evitar "riscos", tot i que Vigueras assegurà "haver donat totes les facilitats" per fer-ho possible.

## Competicions oficials

### Membre provisional de la FIRS (2004)
| Selecció masculina |                           |              |               |
| Any                | Competició                | Seu          | Classificació |
| 2004               | 36è Campionat del Món "B" | Macau (Xina) | Campions      |

Títols selecció masculina:
- 1 Campionat del Món "B" (2004)

### Membre de la CSP (2007-actualitat)
| Selecció masculina |                           |                          |                |
| Any                | Competició                | Seu                      | Classificació  |
| 2007               | 1a Copa Amèrica masculina | Recife (Brasil)          | Segona posició |
| 2008               | 2a Copa Amèrica masculina | Buenos Aires (Argentina) | Segona posició |
| 2010               | 3a Copa Amèrica masculina | Vic (Catalunya)          | Campions       |

Títols selecció masculina:
- 1 Copa Amèrica (2010)

## Altres competicions
| Selecció masculina |                         |                    |                 |
| Any                | Competició              | Seu                | Classificació   |
| 2004               | 1a Golden Cup           | Blanes (Catalunya) | Campions        |
| 2005               | 2a Golden Cup           | Blanes (Catalunya) | Campions        |
| 2006               | 3a Golden Cup masculina | Blanes (Catalunya) | Tercera posició |
| 2007               | 4a Golden Cup masculina | Blanes (Catalunya) | Tercera posició |
| 2008               | 5a Golden Cup           | Blanes (Catalunya) | Campions        |
| 2009               | 6a Golden Cup masculina | Blanes (Catalunya) | Campions        |
| 2010               | 7a Golden Cup masculina | Blanes (Catalunya) | Campions        |
| 2011               | 8a Golden Cup masculina | Blanes (Catalunya) | Campions        |

Títols selecció masculina:
- 6 Golden Cups (2004, 2005, 2008, 2009, 2010 i 2011)

## Jugadors actuals
| Dorsal | Nom              | Posició       | Equip        |
| ------ | ---------------- | ------------- | ------------ |
| 1      | Sergi Fernández  | porter        | FC Barcelona |
| 6      | Romà Bancells    | defensa       | CP Vic       |
| 9      | Jordi Bargalló   | davanter      | HC Liceo     |
| 3      | Marc Gual        | mig           | FC Barcelona |
| 4      | Mia Ordeig       | defensa       | FC Barcelona |
| 2      | Sergi Panadero   | davanter      | FC Barcelona |
| 5      | "Titi" Roca      | davanter      | CP Vic       |
| 7      | Roger Rocasalbas | defensa       | CP Vilanova  |
| 8      | Marc Torra       | davanter      | CP Vic       |
| 10     | Jaume Llaverola  | porter        | HC Liceo     |
|        | Jordi Camps      | seleccionador |              |